# 花の47年組
花の47年組（はなのよんじゅうななねんぐみ）とは、中央競馬において、1972年（昭和47年）にクラシック三冠の年（数え4歳）を迎えた1969年生まれの競走馬群を指す。
4年前の「43年組」（アサカオー・マーチス・タケシバオー・タニノハローモア）らと同様、多士済々の馬が揃い、中央競馬史における最強世代一つに数えられた。

## 世代の流れ
この世代のクラシックは、1971年末に発生した馬インフルエンザの影響によって1972年1月及び2月の関東地区の中央競馬の開催中止となったことなどにより日程の大幅変更を余儀なくされた。例年5月末から6月初旬に行われる東京優駿（日本ダービー）は7月9日に行われ、「七夕ダービー」の俗称が残っている。
当初この世代の筆頭格と目されていたのは1971年の阪神3歳ステークスを勝ち最優秀3歳牡馬に選出されたヒデハヤテであったが、同馬はクラシック初戦・皐月賞を前に出走したスプリングステークスで故障し、戦線から離脱する。例年開催ならば皐月賞は走れていた時期の離脱であり、馬インフルエンザの影響による最大の被害馬（蔵内哲爾）となった。以後のクラシック戦線では、ロングエース、タイテエム、ランドプリンスの3頭が「三強」と呼ばれることになる。皐月賞はランドプリンスが制したが、日本ダービーは「三強」が激しく競り合った末、同馬にクビ差をつけてロングエースが制した。秋の三冠最終戦・菊花賞では、春に三強の後れを取っていたイシノヒカルが優勝。日本ダービー3着に続き、菊花賞も2着だったタイテエムには「無冠の帝王（または無冠の貴公子）」という異名がついて回るようになる。年末、八大競走で初めて他世代と戦うことになった有馬記念もイシノヒカルが優勝し、同馬が当年の年度代表馬となった。この競走を最後にロングエースは引退、イシノヒカルは屈腱炎を発症し、長期休養後1戦のみで引退、ランドプリンスは不調から脱せず翌年春に引退と、タイテエムを除いては4歳で燃え尽きたような結果となった。ロングエースの騎手を務めた武邦彦はのちに「ライバル達が、お互いに余りにも強力すぎた。それだけに、どのレースも気が抜けなかった。少しでも油断した馬が負けてしまう。春、東上してから秋の菊花賞まで。この間に、競走馬としての力をすべて燃焼しつくしてしまった」と語っている。
5歳となった1973年春の天皇賞においてはタイテエムが優勝し、「無冠」の異名を返上する。同年春のグランプリ・宝塚記念では、クラシック三冠に出走していなかったハマノパレードがタイテエムを破って優勝するが、同馬は続く高松宮杯で骨折し、その後屠殺されるという最期が物議を醸した。またタイテエムも宝塚記念を最後に引退する。しかし夏には2度の骨折による20カ月に及ぶ休養から復帰したタニノチカラが最下級条件から連勝をはじめ、秋には天皇賞に出走。ここでは春から3つの重賞を制していたハクホオショウが1番人気に推されていたが、同馬はスタート直後に故障を発生して競走を中止し、2番人気のタニノチカラが優勝を果たした。同馬は年末の有馬記念でも有力馬に数えられたが、1年下のアイドルホース・ハイセイコーを意識しすぎたレース運びで不完全燃焼のまま4着と敗れ、その騎乗が激しく非難された。しかし、この競走で優勝したのも「47年組」のストロングエイトであった。
6歳となった1974年には「48年組」であるハイセイコーとタケホープの戦いが競馬界を賑わせ、両馬はともに引退レースである年末の有馬記念で雌雄を決しようとするが、タニノチカラが両馬に5馬身差をつけての圧勝に終わる。7歳となった1975年には1戦を消化したストロングエイトが引退、また有馬記念連覇を目指して現役続行したタニノチカラも故障で春に引退し、47年組の八大競走優勝馬はすべて姿を消す。1975年の春のグランプリ・宝塚記念ではナオキが勝利。同馬は八大競走こそ勝てなかったが重賞通算5勝、レコード勝利4回という成績で、中距離の名馬として高評価を得た。また、障害競走では「47年組」のグランドマーチスが圧倒的な強さを見せて最高競走・中山大障害4連覇という実績を挙げ、1985年には障害馬として唯一の殿堂入りを果たした。

## 他世代との比較
同じように同世代を一括りにした言葉に、トウショウボーイ、テンポイント、グリーングラスの頭文字をとった「TTG（世代）」（1976年のクラシック世代）があるが、彼らの現役中に、47年組と比較する見方もあった。

## 主な競走馬
世代の強さを論じた文脈で名前が出た資料がある競走馬のみ列記する。その他の競走馬についてはCategory:1969年生 (競走馬)を参照のこと。
主な勝利競走のうち、太字は旧八大競走。
| 馬名               | 戦績                      | 主な勝利競走 | 備考                                                                      |
| ------------------ | ------------------------- | --- | ------------------------------------------------------------------------- |
| イシノヒカル       | 15戦7勝                   | 1972年菊花賞 1972年有馬記念 | 1972年度優駿賞年度代表馬 1972年度優駿賞最優秀4歳牡馬                      |
| イナボレス         | 76戦8勝                   | 1972年オールカマー 1974年金杯（東） 1974年目黒記念（秋） 1975年愛知杯                                                                                            | サラブレッド系種 中央競馬重賞最多出走記録保持馬                           |
| キョウエイグリーン | 35戦11勝                  | 1973年スプリンターズステークス 1974年安田記念 |                                                                           |
| グランドマーチス   | 63戦23勝 （障害39戦19勝） | 1974年中山大障害（春） 1974年中山大障害（秋） 1974年京都大障害（秋） 1975年中山大障害（春） 1975年中山大障害（秋） 1975年京都大障害（春） 1975年京都大障害（秋） | 1974年度優駿賞最優秀障害馬 1975年度優駿賞最優秀障害馬 JRA顕彰馬           |
| クリイワイ         | 18戦6勝                   | 1973年金杯（東） 1973年アルゼンチンジョッキークラブカップ |                                                                           |
| スガノホマレ       | 45戦8勝                   | 1972年日本短波賞 1972年CBC賞 1973年東京新聞杯 1974年京王杯スプリングハンデキャップ                                                                               | 芝1100m、1200m、1400m、1600m、1800mでレコード （レコード回数JRA記録タイ） |
| ストロングエイト   | 37戦9勝                   | 1973年有馬記念 1974年鳴尾記念 1975年アメリカジョッキークラブカップ                                                                                               |                                                                           |
| タイテエム         | 16戦8勝                   | 1972年スプリングステークス 1972年神戸新聞杯 1972年京都新聞杯 1973年マイラーズカップ 1973年天皇賞（春）                                                           | クラシック「三強」の一角                                                  |
| タケクマヒカル     | 22戦9勝                   | 1974年京王杯スプリングハンデキャップ 1974年日本経済賞 1974年毎日王冠                                                                                             |                                                                           |
| タニノチカラ       | 24戦13勝                  | 1973年朝日チャレンジカップ 1973年ハリウッドターフクラブ賞 1973年天皇賞（秋） 1974年京都大賞典 1974年有馬記念 1975年京都記念（春）                                | 1973年度優駿賞最優秀5歳以上牡馬 1974年度優駿賞最優秀5歳以上牡馬           |
| ツキサムホマレ     | 52戦13勝                  | 1974年函館記念 1975年札幌記念 1975年函館記念 |                                                                           |
| トーヨーアサヒ     | 38戦8勝                   | 1972年京王杯オータムハンデキャップ 1973年ダイヤモンドステークス 1973年日本経済賞 1973年ステイヤーズステークス 1974年アルゼンチンジョッキークラブカップ           |                                                                           |
| トクザクラ         | 17戦7勝                   | 1971年新潟3歳ステークス 1971年京成杯3歳ステークス 1971年朝日杯3歳ステークス 1972年牝馬東京タイムズ杯 1972年ダービー卿チャレンジトロフィー                        | 1971年度優駿賞最優秀3歳牝馬 1972年度優駿賞最優秀4歳牝馬                   |
| ナオキ             | 30戦13勝                  | 1973年中京記念 1974年金杯（西） 1975年中京記念 1975年鳴尾記念 1975年宝塚記念                                                                                     |                                                                           |
| ノボルトウコウ     | 68戦13勝                  | 1972年スプリンターズステークス 1974年小倉大賞典 1974年関屋記念 1974年福島記念 1975年七夕賞                                                                       |                                                                           |
| ハクホオショウ     | 23戦8勝                   | 1972年カブトヤマ記念 1973年安田記念 1973年札幌記念 1973年オールカマー                                                                                            |                                                                           |
| ハマノパレード     | 20戦8勝                   | 1972年阪神大賞典 1973年京都記念（春） 1973年宝塚記念 |                                                                           |
| ヒデハヤテ         | 9戦6勝                    | 1971年阪神3歳ステークス 1972年京成杯 1972年きさらぎ賞 | 1971年度優駿賞最優秀3歳牡馬                                               |
| ランドプリンス     | 21戦6勝                   | 1972年皐月賞 | サラブレッド系種 クラシック「三強」の一角                                 |
| ロングエース       | 10戦6勝                   | 1972年弥生賞 1972年東京優駿 | クラシック「三強」の一角                                                  |